# Tradición (revista)
Tradición fue una revista española quincenal de divulgación carlista publicada entre 1933 y 1935 en Santander. Fue impulsada por José Luis Zamanillo y estuvo dirigida por Ignacio Romero Raizábal, contando con la colaboración de un grupo de jóvenes tradicionalistas santanderinos, entre los que se contaban Nicolás Zamanillo, Manuel Pombo Angulo, Manuel Sierra Cano, Fernando Díaz de Bustamante y Quijano, y José Santibáñez. Se editó en los talleres tipográficos de El Diario Montañés.
Aunque comenzó siendo una revista de carácter regional, se convirtió en el órgano doctrinal de la Comunión Tradicionalista, adquiriendo un tono nacional. En sus artículos, generalmente breves, se defendían las teorías del tradicionalismo español, además de informar de las actividades del movimiento. Algunos de sus colaboradores más destacados fueron Víctor Pradera, el conde de Rodezno y Jaime Chicharro. Tradición trataba de proclamar:

La verdad española, que no puede ser otra que el Tradicionalismo, con mayúscula: la Verdadera Religión, la Verdadera España, la Monarquía Verdadera.

La revista, órgano del Consejo de Cultura de la Comunión, fue definida por el diario El Siglo Futuro como «orgullo del arte tipográfico», por su presentación material, diciendo que no debía faltar sobre la mesa de los tradicionalistas pero que, sobre todo, debía «estar en la mesa de nuestros enemigos, que aspiran a conocer el pensamiento de nuestra Comunión, expuesto por nuestros pensadores, filósofos, historiadores y ensayistas, que es la manera de que puedan hablar de lo que hoy combaten sin conocer».